# Zunyi
Zunyi (chiń. 遵义; pinyin Zūnyì) – miasto o statusie prefektury miejskiej w południowych Chinach, w prowincji Kuejczou. W 2010 roku liczba mieszkańców miasta wynosiła 554 597. Prefektura miejska w 1999 roku liczyła 6 848 451 mieszkańców. Ośrodek przemysłu spożywczego, chemicznego, elektromaszynowego, włókienniczego; rozwinięte hutnictwo metali nieżelaznych. Miasto posiada własne lotnisko i uniwersytet.
W 1935 roku w mieście odbyło się posiedzenie Biura Politycznego, na którym uznano Mao Zedonga za przywódcę Komunistycznej Partii Chin.